# Elezioni presidenziali in Benin del 2006
Le elezioni presidenziali in Benin del 2006 si tennero il 5 marzo (primo turno) e il 19 marzo (secondo turno).

## Risultati
| Candidati             | Partiti                                                               | I turno   | I turno | II turno  | II turno |
| Candidati             | Partiti                                                               | Voti      | %       | Voti      | %        |
| --------------------- | --------------------------------------------------------------------- | --------- | ------- | --------- | -------- |
| Yayi Boni             | Indipendente (Forze Cauri per un Benin Emergente)                     | 1 074 308 | 35,78   | 1 979 305 | 74,60    |
| Adrien Houngbédji     | Partito del Rinnovamento Democratico                                  | 727 239   | 24,22   | 673 937   | 25,40    |
| Bruno Amoussou        | Partito Socialdemocratico                                             | 489 122   | 16,29   |           |          |
| Léhadi Soglo          | Partito della Rinascita del Benin                                     | 253 478   | 8,44    |           |          |
| Antoine Kolawolé Idji | Movimento Africano per lo Sviluppo e il Progresso                     | 97 595    | 3,25    |           |          |
| Lazare Sèhouéto       | Movimento per l'Alternativa Popolare                                  | 61 195    | 2,04    |           |          |
| Sévérin Adjovi        | Raggruppamento dei Liberal Democratici per la Ricostruzione Nazionale | 53 304    | 1,78    |           |          |
| Antoine Dayori        | Forza della Speranza                                                  | 37 436    | 1,25    |           |          |
| Kamarou Fassassi      | Partito dei Democratici della Nuova Generazione                       | 29 494    | 0,98    |           |          |
| Janvier Yahouédéhou   | Indipendente                                                          | 23 054    | 0,77    |           |          |
| Luc Gnacadja          | Movimento Envol                                                       | 20 269    | 0,68    |           |          |
| Daniel Tawéma         | Fronte d'Azione per il Rinnovamento e lo Sviluppo                     | 18 125    | 0,60    |           |          |
| Ibrahima Idrissou     | Raggruppamento per l'Unità Nazionale e la Democrazia                  | 18 106    | 0,60    |           |          |
| Richard Sènou         | Indipendente                                                          | 15 672    | 0,52    |           |          |
| Altri                 | -                                                                     | 84 092    | 2,80    |           |          |
| Totale                | Totale                                                                | 3 002 489 | 100     | 2 653 242 | 100      |